# Pigalle
Pigalle je čtvrť v Paříži, která se nachází na hranici 9. a 18. obvodu. Nejedná se o oficiální administrativní čtvrť. Jejím centrem je náměstí Place Pigalle, po němž nese jméno, a zahrnuje též přilehlé ulice, především bulváry Clichy a Rochechouart. Čtvrť je známá především svým nočním životem. Jean-Baptiste Pigalle (1714-1785), který dal náměstí, ulici a této čtvrti jméno, byl francouzský sochař, který zde bydlel.

## Charakteristika čtvrti

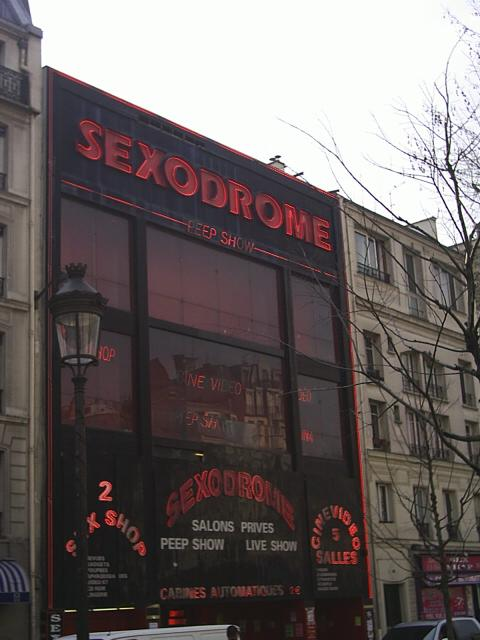
Podnik na bulváru Clichy

Pigalle se proslavila již v minulosti jako místo nočních podniků. Světově proslulý kabaret Moulin Rouge, který se zde nachází, byl otevřen již v roce 1889. Pobývalo zde mnoho umělců jako Pablo Picasso, Vincent van Gogh nebo Maurice Neumont, svůj ateliér zde měl Henri Toulouse-Lautrec. Se čtvrtí jsou také spojeni umělci, kteří bydleli na nedalekém Montmartru.
Američtí vojáci čtvrť po druhé světové válce přejmenovali na Pig Alley (neboli Alej prasat). Dodnes kolorit čtvrti dotváří mnoho prostitutek a sex shopů, což z ní svým způsobem činí turistickou atrakci. Také proto zde bylo otevřeno Muzeum erotiky.
Jižně od náměstí Pigalle se nacházejí prodejny hudebních nástrojů a vybavení, zejména pak pro populární hudbu. Např. v ulici Rue de Douai se prodávají výhradně kytary, bubny a příslušenství.

## Doprava
Pod náměstím Pigalle se nachází stejnojmenná stanice metra, kde projíždějí linky 2 a 12. Rovněž je zde konečná stanice autobusové linky Montmartrobus.

## Pigalle v umění
Náměstí i ulice této čtvrti se objevily v mnoha filmových i hudebních dílech. Již v roce 1949 vznikl film 56 rue Pigalle, následovaly snímky La Môme Pigalle z roku 1955, Le Désert de Pigalle (1958), Maigret à Pigalle (1967), Pigalle carrefour des illusions (1973). Úspěšný byl film Prohnilí (Les Ripoux) z roku 1984 a jeho pokračování Prohnilí proti prohnilým (Ripoux contre ripoux) z roku 1990 s Philippem Noiretem a Thierrym Lhemittem v hlavních rolích. Další film s názvem Pigalle byl natočen v roce 1994 a v roce 2006 Le Milles et un soleils de Pigalle. Ve stejném roce byl dokončen povídkový film Paříži, miluji tě, jehož součástí je epizoda Pigalle, ve které hráli Fanny Ardant a Bob Hoskins. Posledním dílem je televizní seriál Pigalle, la nuit natočený v roce 2009.
V literatuře je známý román amerického spisovatele Henryho Millera líčící život v této čtvrti ve 30. letech 20. století Tiché dny v Clichy, který byl rovněž v roce 1990 pod stejným názvem zfilmován.
Édith Piaf nazpívala píseň Elle fréquentait la Rue Pigalle. Pigalle se také objevuje v názvech písní Maurice Chevaliera (Place Pigalle) či jazzové zpěvačky Madeleine Peyroux (Our Lady of Pigalle). O tomto náměstí zpívá v písni Pigalle z roku 1961 zpěvák Bill Ramsey. Tuto píseň v češtině pod stejným názvem nazpívali Milan Chladil (text: Pavel Vrbka), Judita Čeřovská  a rovněž Laďka Kozderková (text: Arnošt Vanderka).